# Borsdorf
Borsdorf ist eine Gemeinde im Landkreis Leipzig in Sachsen.

## Geografie

### Lage
Borsdorf liegt in der Leipziger Tieflandsbucht zwischen Leipzig im Westen und Machern im Osten. Sie gehört zum Grünen Ring Leipzig. Das Gemeindegebiet wird von der Parthe durchzogen, die bei Hochwasser gelegentlich den örtlichen Park überflutet. Durch den Ort führt die Bahnstrecke Leipzig–Dresden, die ihn in eine Nord- und in eine Südseite teilt.

### Ortsteile
Neben Borsdorf gehören folgende Ortsteile zur Gemeinde:
- Cunnersdorf
- Panitzsch
- Zweenfurth

## Geschichte

Borsdorf auf einer Karte von 1899

Die erste urkundliche Erwähnung stammt aus dem Jahre 1267 und befindet sich im Merseburger Domstift. Damals wurde der Ort Borsdorph genannt. Im November 1627 wurde das Hirtenhaus das erste Mal erwähnt. Es ist das älteste Gebäude im Ort und beherbergt seit 1996 das Heimatmuseum. Der Kaffeebaum, die wohl erste Gaststätte des Dorfes, wurde 1724 erbaut. Sie war regional berühmt für ihren Sandkuchen. Im sogenannten Spittel in der Leipziger Straße wurde 1819 die erste Borsdorfer Schule eröffnet. Am 11. Mai 1838 war die Eisenbahnstrecke zwischen Borsdorf und dem wenige Kilometer entfernten Machern fertiggestellt und nur zwei Monate später die Strecke bis Wurzen. Der Borsdorfer Bahnhof war eine der ersten Stationen auf dieser 1839 eröffneten Strecke. Das heutige Bahnhofsgebäude wurde 1894 fertiggestellt.
Die Gründerväter der SPD August Bebel und Wilhelm Liebknecht zogen 1881 von Leipzig nach Borsdorf. Am heutigen Bebel-Liebknecht-Haus Borsdorf befindet sich eine Gedenktafel. Der Ort lag bis 1856 im kursächsischen bzw. königlich-sächsischen Kreisamt Leipzig. Ab 1856 gehörte der Ort zum Gerichtsamt Brandis und ab 1875 zur Amtshauptmannschaft Grimma. Im Jahr 1929 wurden das Art-déco-Rathaus von Arthur Carius und das Feuerwehrhaus eingeweiht.
Im Zweiten Weltkrieg gab es im Ort nur vereinzelte Schäden, so wurden am 20. und 21. Oktober 1943 einige Häuser entlang der Bahnlinie zerstört, wobei fünf Menschen starben. Teile des Frauenheims und die Firma Union wurden ebenfalls zerstört. Mitte April 1945 besetzten die amerikanischen, am 2. Juli die sowjetischen Truppen den Ort.
In der DDR war Borsdorf Sitz einiger größerer Industriebetriebe wie dem VEB Buchdruckerei Borsdorf oder dem VEB Kunstleder Borsdorf, der aus der 1902 gegründeten Kunstleder- und Wachstuchfabrik von Alexander Schumann hervorging. Ab 1952 gehörte Borsdorf zum Kreis Leipzig-Land im DDR-Bezirk Leipzig, der bis 1994 (ab dem 3. Oktober 1990 als Landkreis Leipzig) bestand. Vom 1. August 1994 bis zum 31. Dezember 1998 gehörte es zum Landkreis Leipziger Land und ab dem 1. Januar 1999 zum Muldentalkreis. Zum 1. August 2008 wurde der Muldentalkreis mit dem bisherigen Landkreis Leipziger Land zum neuen Landkreis Leipzig zusammengefasst. Die Gemeinde bildet die flächenmäßig kleinste im Landkreis, hat jedoch nach Wurzen die zweitgrößte Besiedlungsdichte.
Am 1. Juni 1973 wurde die Gemeinde Zweenfurth, am 1. Januar 1999 Panitzsch mit dem 1921 eingegliederten Cunnersdorf eingemeindet.
Nach der Wiedervereinigung erlebte Borsdorf einen starken Zuzug. Ein neues Wohngebiet die Parthenaue entstand, und zahlreiche neue Mehrfamilienhäuser wurden errichtet. 1996 wurde ein Bildungs- und Technologiezentrum (BTZ) der Handwerkskammer zu Leipzig eröffnet.

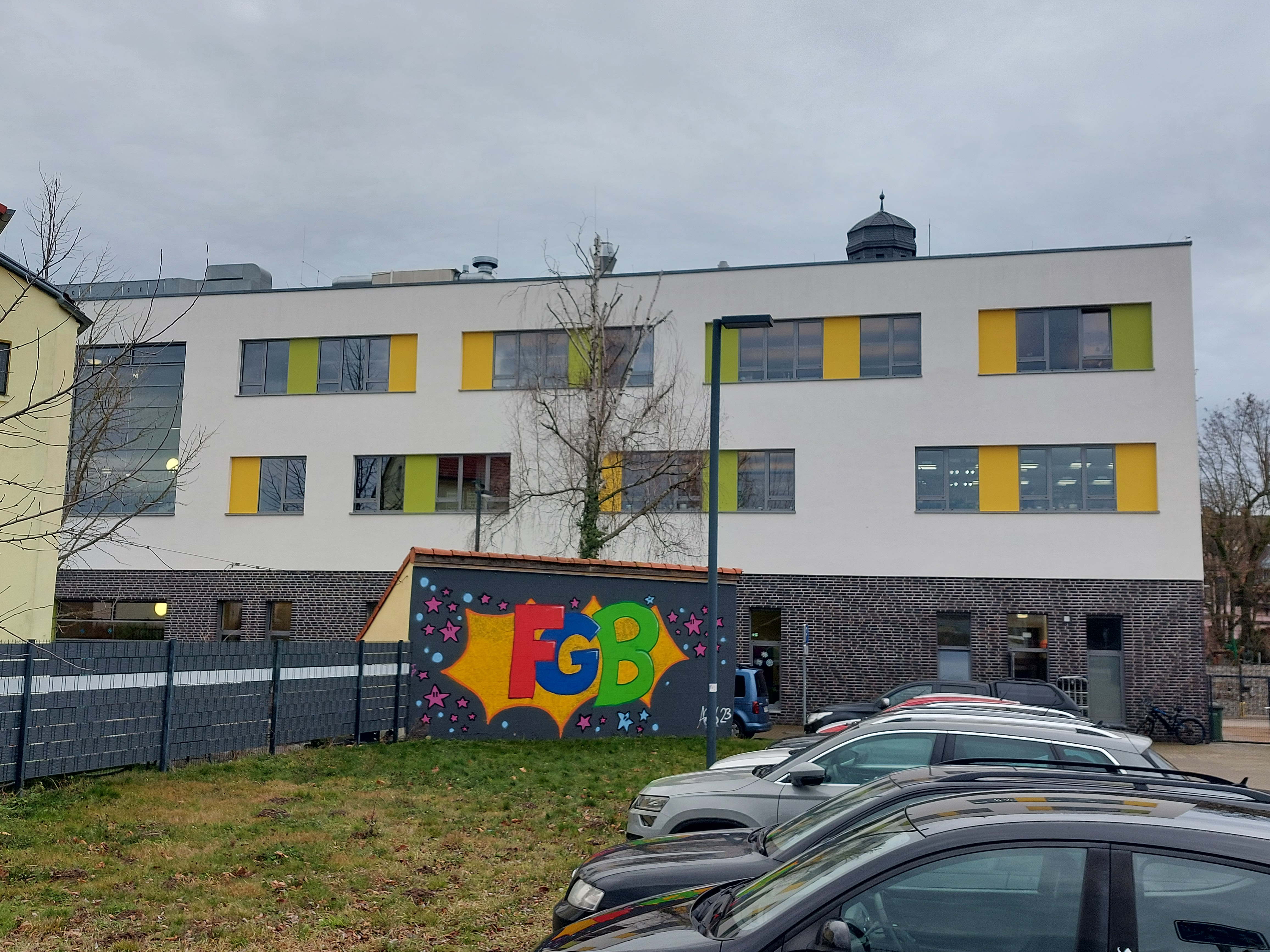
Das neue Schulgebäude

Anfang der 2010er Jahre wurde die Modernisierung und Sanierung der Bahnhofsanlagen und des baugeschichtlich wertvollen Bahnhofsgebäudes größtenteils abgeschlossen. Im Juli 2014 begann der Ausbau des Freien Gymnasiums in der Heinrich-Heine-Straße. Umstritten war dabei der Abriss des historischen Schulgebäudes auf dem Innenhof aus dem Jahr 1874, der sogenannten alten Schule. Die letzten Arbeiten wurden im Sommer 2016 mit dem Abschluss der aufwendigen Sanierung des Schulgebäudes aus den Jahren 1905 und 1911 beendet.
Am 21. April 2018 wurde die neue Sporthalle auf einem ehemaligen Bahngelände eingeweiht. Sie wird auch für größere Gemeindeveranstaltungen genutzt. Im Dezember 2018 bekam Borsdorf einen Marktplatz. Auf dem ehemaligen Gelände einer in den 1980er Jahren errichteten Kaufhalle entstand gegenüber dem Rathaus ein gepflasterter Platz mit Winterlinden und Kugelahornen, einem elektronischen Klangspiel, einem Steinbrunnen und einem historisierenden Hydranten.

## Bevölkerung
| Jahr | Einwohner                            |
| ---- | ------------------------------------ |
| 1551 | 8 besessene Mann, 11 Inwohner        |
| 1764 | 8 besessene Mann, 3 Häusler, 9 Hufen |
| 1834 | 109                                  |
| 1871 | 126                                  |
| 1890 | 983                                  |

| Jahr  | Einwohner |
| ----- | --------- |
| 1910  | 2.765     |
| 1925  | 3.072     |
| 1939  | 3.124     |
| 1946  | 3.657     |
| 1950  | 3.563     |
| 1964  | 3.937     |
| 19901 | 3.544     |

| Jahr  | Einwohner |
| ----- | --------- |
| 20022 | 8.045     |
| 2005  | 8.372     |
| 2010  | 8.185     |
| 2015  | 8.252     |
| 2020  | 8.219     |

| Jahr | Einwohner |
| ---- | --------- |
| 2021 | 8.126     |
| 2022 | 8.194     |
| 2023 | 8.209     |
| 2024 | 8.229     |

1 Borsdorf mit Zweenfurth

2 ab 2002: Borsdorf mit Zweenfurth, Panitzsch und Cunnersdorf
ab 2002: Stand 31. Dezember des jeweiligen Jahres (Angaben des Statistischen Landesamtes Sachsen)

## Politik

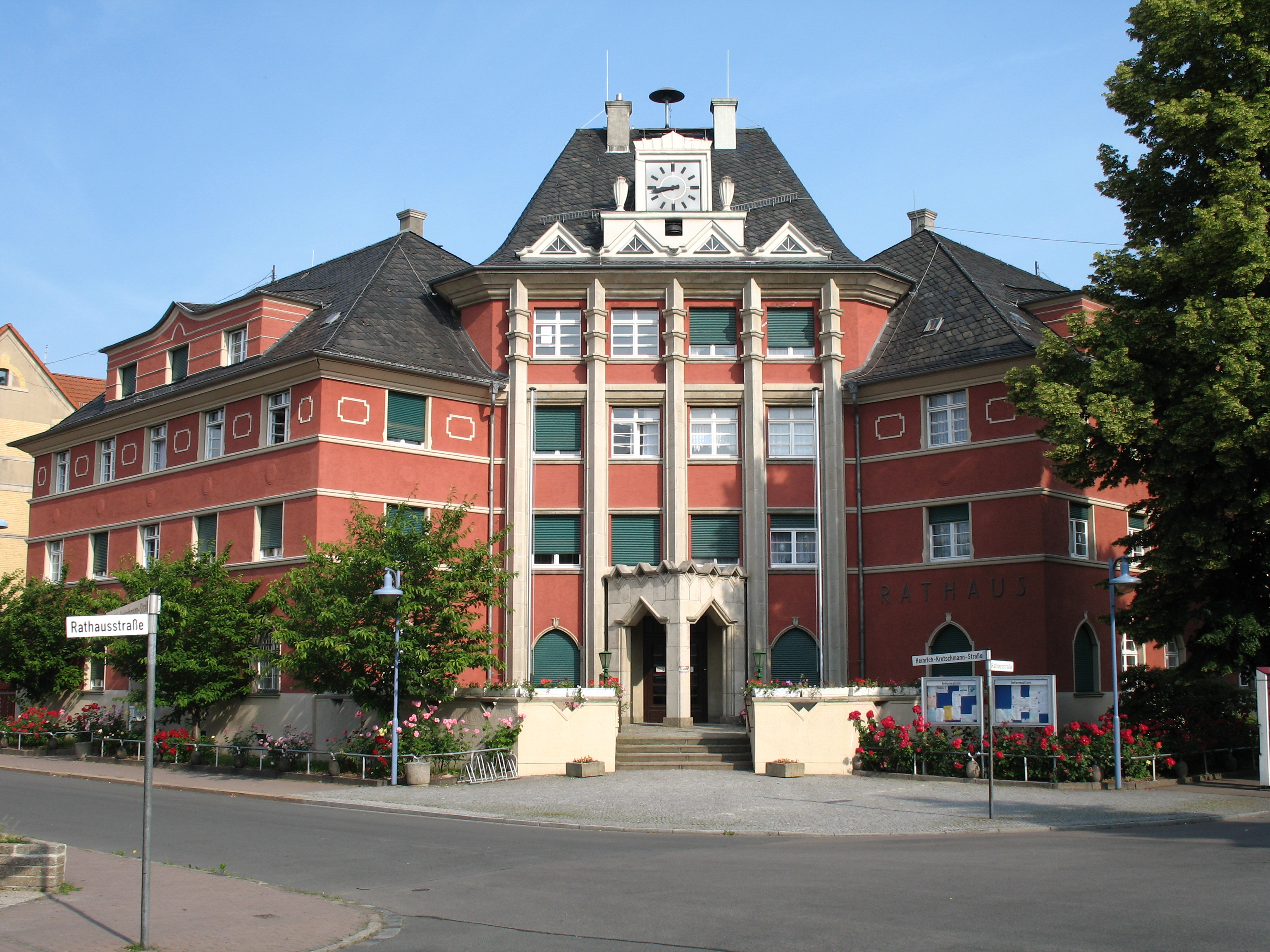
Rathaus Borsdorf

### Gemeinderat
Der Gemeinderat von Borsdorf besteht aus 18 Mitgliedern und der Bürgermeisterin. Die Kommunalwahl am 9. Juni 2024 führte zu folgendem Ergebnis (frühere Wahlen sind unten tabellarisch aufgeführt):
| Liste                         | 2024   | 2024   | 2019   | 2019   | 2014   | 2014   |
| Liste                         | Sitze  | in %   | Sitze  | in %   | Sitze  | in %   |
| ----------------------------- | ------ | ------ | ------ | ------ | ------ | ------ |
| CDU                           | 5      | 32,3   | 5      | 24,8   | 8      | 39,6   |
| Bürgerforum Gemeinde Borsdorf | 4      | 22,1   | 4      | 18,2   | –      | –      |
| AfD                           | 1      | 21,1   | 2      | 13,6   | –      | –      |
| Freie Wählergemeinschaft ’94  | 3      | 15,2   | 2      | 13,3   | 2      | 12,5   |
| Grüne                         | 1      | 5,4    | –      | –      | –      | –      |
| SPD                           | 1      | 4,0    | 1      | 8,8    | 2      | 11,9   |
| Freie Wähler Borsdorf         | –      | –      | 2      | 11,2   | 4      | 22,1   |
| Linke                         | –      | –      | 1      | 6,9    | 2      | 14,0   |
| FDP                           | –      | –      | –      | 3,4    | –      | –      |
| Insgesamt                     | 15     | 100    | 17     | 100    | 18     | 100    |
| Wahlbeteiligung               | 68,5 % | 68,5 % | 64,6 % | 64,6 % | 54,2 % | 54,2 % |

Bei der Wahl 2024 entfielen auf die AfD vier Sitze, von denen drei unbesetzt bleiben, weil die Partei nur einen Kandidaten nominiert hatte. Bei der Wahl 2019 entfielen auf die AfD drei Sitze, von denen einer unbesetzt blieb, weil die Partei nur zwei Kandidaten nominiert hatte.

### Bürgermeister
- 1994–1999: Peter Pfützner (parteilos)[17]
- 1999–2020: Ludwig Martin (CDU)[18]
- seit 2020: Birgit Kaden (CDU)

Kaden wurde in der Bürgermeisterwahl am 15. März 2020 mit 88,3 % der gültigen Stimmen für eine Amtszeit von sieben Jahren gewählt.
| Wahl | Bürgermeister | Vorschlag | Wahlergebnis (in %) |
| ---- | ------------- | --------- | ------------------- |
| 2006 | Ludwig Martin | CDU       | 85,0                |
| 2013 | Ludwig Martin | CDU       | 53,5                |
| 2020 | Birgit Kaden  | CDU       | 88,3                |

### Wappen
Beschreibung: In Weiß steht ein grüner Apfelbaum mit sieben goldenen Früchten auf einem grünen Schildfuß mit silbernem Wellenbalken.

## Sehenswürdigkeiten

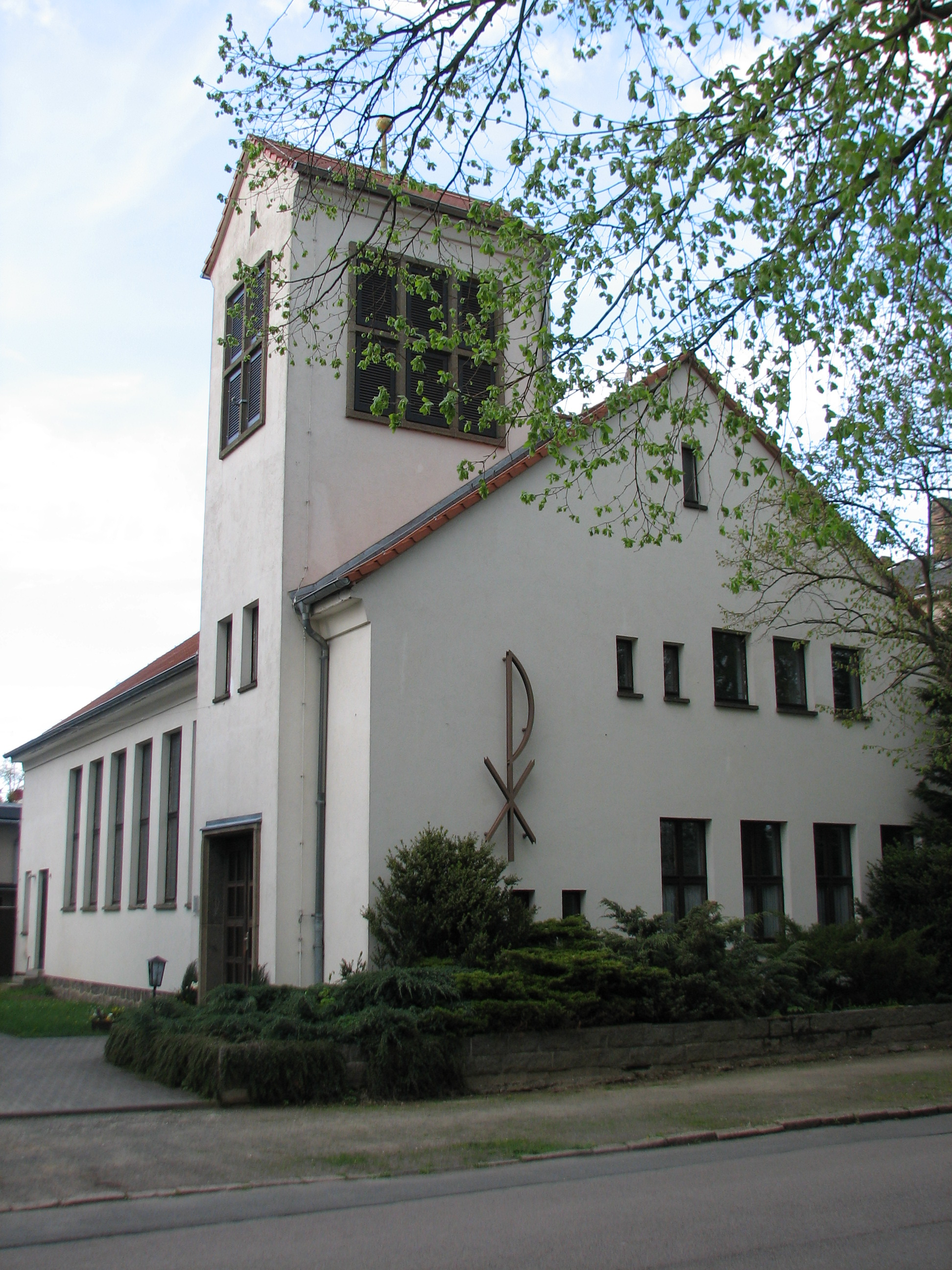
Kirche Borsdorf

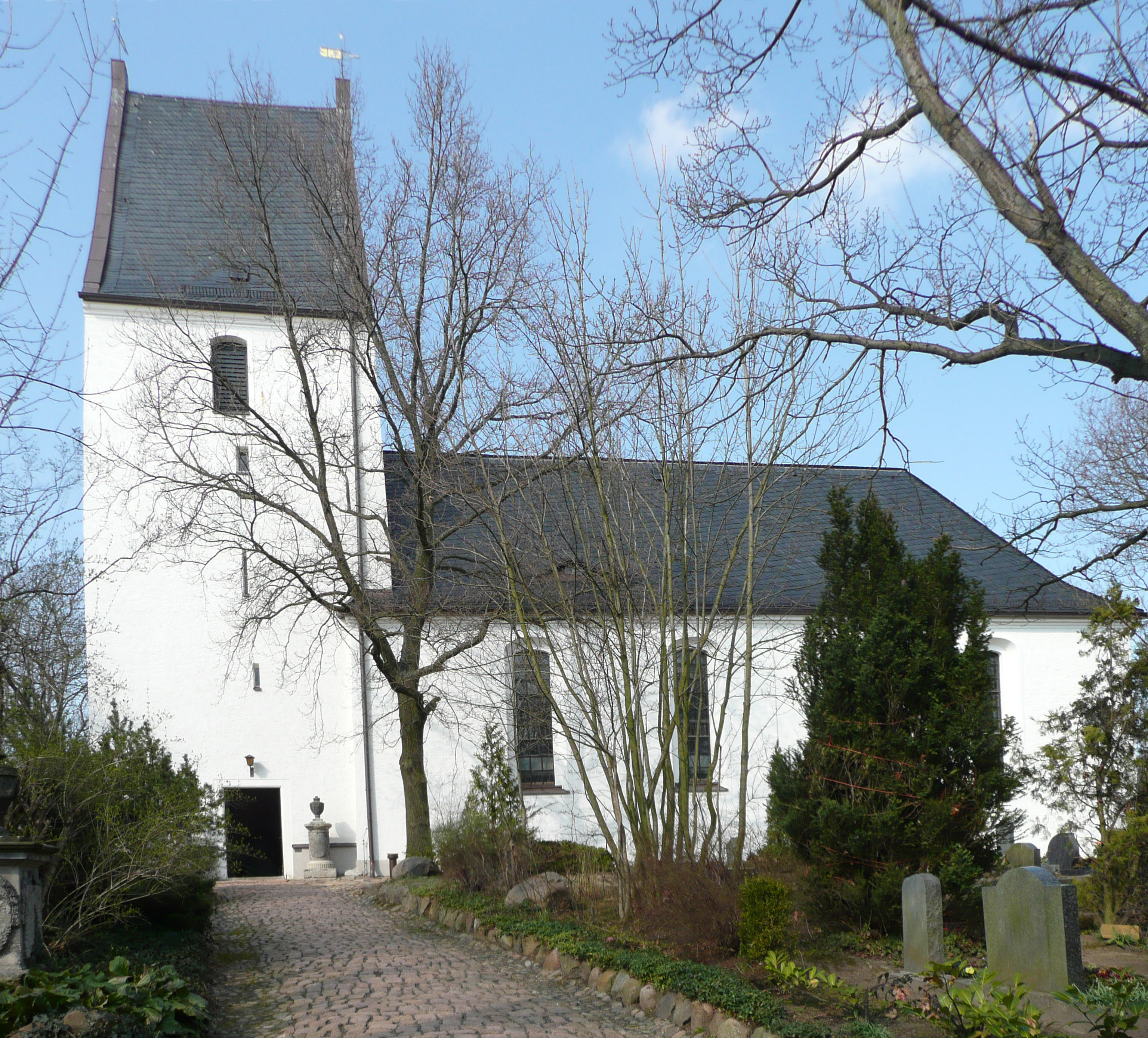
Kirche Panitzsch

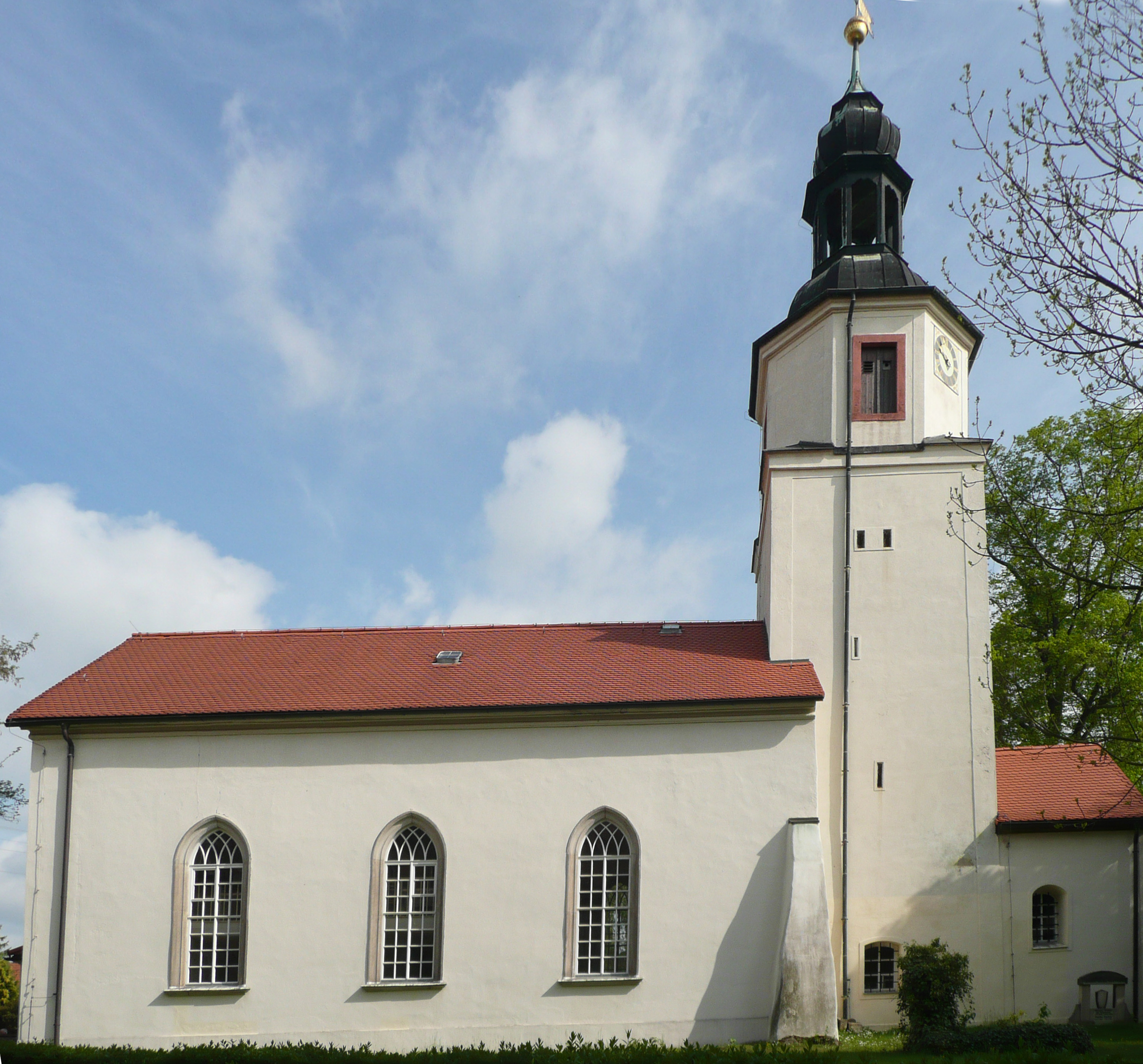
Kirche Zweenfurth

- Rathaus im Art-déco-Stil von Arthur Carius aus dem Jahr 1929
- Kirche Borsdorf
- Kirche Panitzsch
- Kirche Zweenfurth
- Bahnhof Borsdorf, steht unter Denkmalschutz[21]
- Tankstellenmuseum[22]
- Straßenwärter-Chaussee-Kilometerstein (um 1900) an der alten B 6
- Denkmal für die Ärztin Margarete Blank in Panitzsch. Die Grundschule in Panitzsch trägt ihren Namen. Ihr ehemaliges Wohn- und Praxishaus in der Margarete-Blank-Straße wurde 1975 als Gedenkstätte eingerichtet und 1993 denkmalschutzgerecht saniert.[23]
- Siehe auch: Liste der Kulturdenkmale in Borsdorf
- Siehe auch: Liste der Naturdenkmale in Borsdorf

## Wirtschaft und Infrastruktur

### Unternehmen
In Borsdorf befindet sich seit 2015 der Sitz des Buchverlags Festa.
2019 verlegte Igefa SE ihren Standort von Wurzen in das Borsdorfer Gewerbegebiet.

### Verkehr

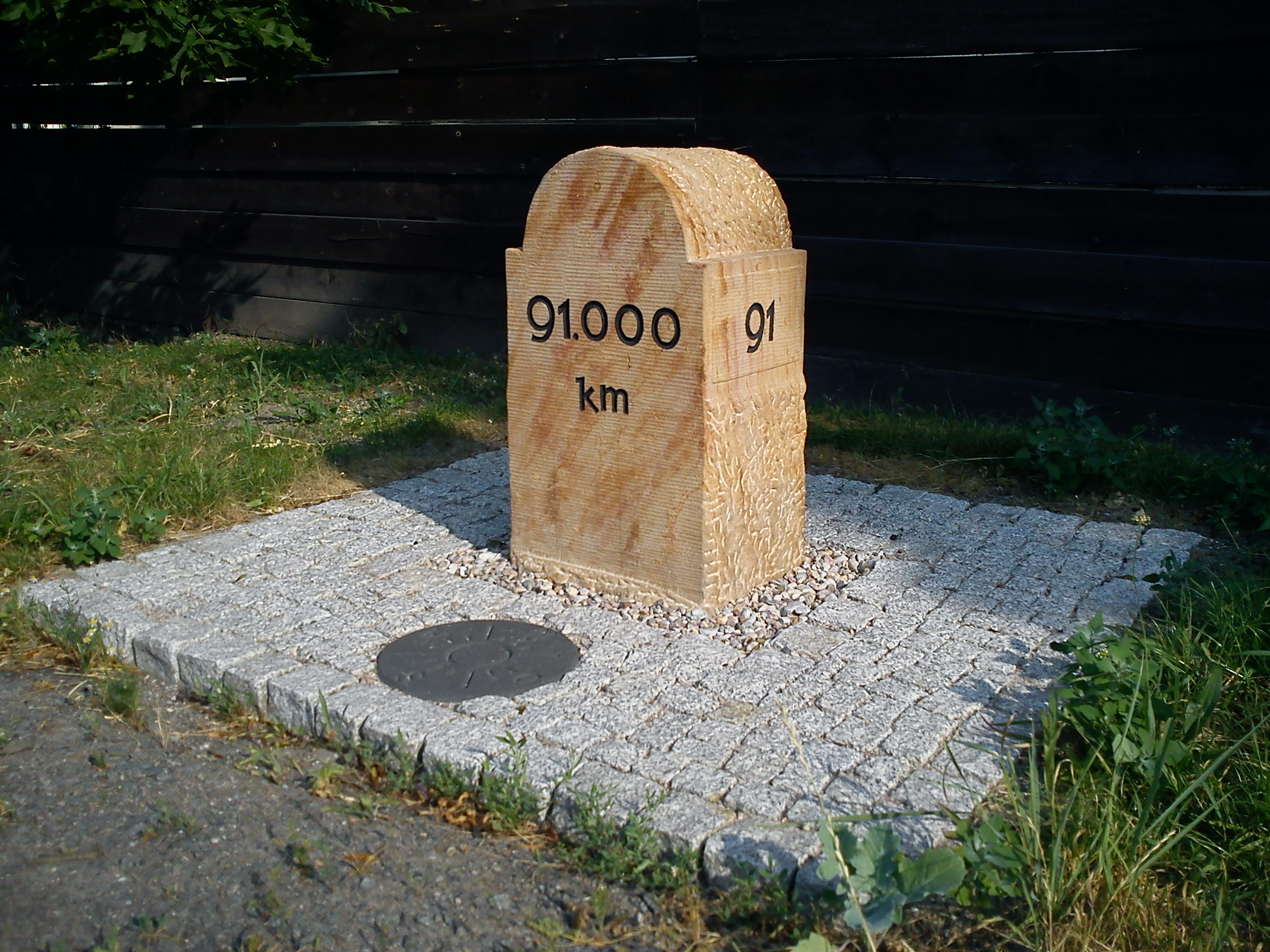
Restaurierter Straßenwärter-Chaussee-Kilometerstein (um 1900) an der (alten) B 6 am östlichen Ortsausgang, Entfernung nach Dresden 91 Kilometer

Durch Borsdorf verläuft die Bundesstraße B 6 (hier ursprüngliche Via Regia).
Die Gemeinde liegt im Gebiet des Mitteldeutschen Verkehrsverbundes (MDV), Borsdorf liegt mit seinen Ortsteilen Cunnersdorf, Panitzsch und Zweenfurth sowie den Städten Brandis und Taucha in der Tarifzone 168. Ein Anschluss an das Schienennetz besteht seit dem 12. November 1837. Der Bahnhof Borsdorf liegt am historischen Knotenpunkt der Bahnstrecken Leipzig–Dresden sowie Borsdorf–Coswig. Er ist heute ein Regionalbahnhof und Verkehrshalt folgender Linien:
- S 3: Halle-Trotha – Halle – Schkeuditz – Leipzig – Borsdorf – Wurzen (– Oschatz)
- RE 50: SAXONIA: Leipzig – Wurzen – Oschatz – Riesa – Coswig – Dresden
- RB 110: Leipzig – Borsdorf – Grimma – Döbeln

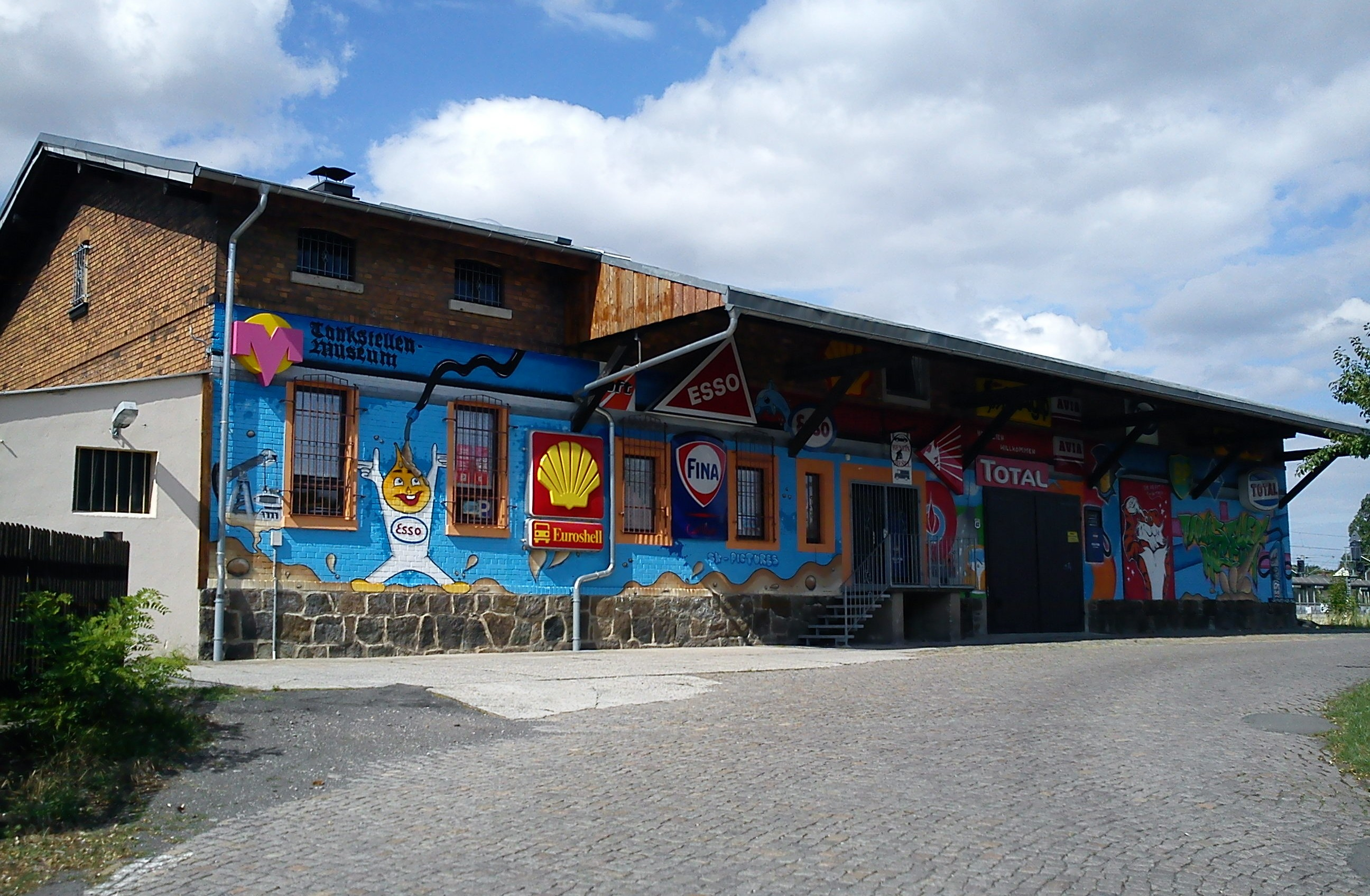
Alter Güterschuppen, beherbergt heute das Tankstellenmuseum

Durch die LeoBus GmbH, ein Tochterunternehmen des LVB-Konzerns, ist Borsdorf mit den Linien 172, 173 und 175 an das Umland angebunden. Die Linie 172 dient vorrangig dem Schülerverkehr zwischen Borsdorf und Leipzig-Engelsdorf. Die Linie 173 ist eine Hauptlinie und verbindet Borsdorf mit dem Ortsteil Panitzsch und der Stadt Taucha. Die Linie 175 verbindet Borsdorf mit dem Leipziger Stadtteil Sommerfeld und der Stadt Taucha über Panitzsch, Cunnersdorf, Sehlis und Taucha-Dewitz. Die Linien 173 und 175 stellen die Verbindung zum Bahnhof Borsdorf her.
Durch die Personenverkehrsgesellschaft Muldental mbH (PVM) ist Borsdorf mit den Buslinien 684 und 691 erreichbar. Die Linie 684 verbindet Borsdorf mit Beucha und Brandis. Die Linie 691 verkehrt zwischen Leipzig und Wurzen mit einzelnen Fahrten. Ihr Verlauf ist zwischen Engelsdorf und Wurzen weitgehend parallel zur S 3.

## Persönlichkeiten

### Söhne und Töchter der Gemeinde
- Hugo Oehmichen (1843–1932), Maler
- Johannes Dietz Degen (1910–1989), Musikwissenschaftler
- Alfred Mäde (1910–1988), Agrarwissenschaftler und Meteorologe
- Lothar Hoffmann (* 1928), Sprachwissenschaftler
- Otto Bach (* 1937), Psychiater und Neurologe
- Christoph Höhne (* 1941), Leichtathlet, Geher
- Konrad Ehlich (* 1942), Linguist
- Claus-Lutz Gaedicke (1943–2012), Bildhauer
- Erich Franke (* 1944), Maler und Grafiker[25]
- István Párkányi (1945–2023), Violinist[26]
- Albert Wendt (* 1948), Dramatiker, Hörspiel- und Kinderbuchautor
- Albrecht Gehse (* 1955), Maler
- Sarah Klier (* 2. Oktober 1990, zwei Minuten vor Mitternacht), letztes geborenes Kind der DDR vor der Wiedervereinigung[27]

### Mit Borsdorf verbundene Persönlichkeiten
- Wilhelm Liebknecht (1826–1900), Mitbegründer der SPD, lebte in der Leipziger Straße 1
- August Bebel (1840–1913), Mitbegründer der SPD, lebte in der Leipziger Straße 1
- Johannes Göldel (1891–nach 1946), Bildhauer, Schöpfer des Gefallenendenkmals am Bahnhof, wohnte zeitweise in Borsdorf
- Ottmar Gerster (1897–1969), Komponist, lebte bis zu seinem Tod in der Heinrich-Heine-Straße
- Margarete Blank (1901–1945), Ärztin, lebte und praktizierte von 1930 bis 1945 im heutigen Ortsteil Panitzsch.
- Gottfried Schille (1929–2005), Pfarrer in Borsdorf